# ТРЭКОЛ-39041
ТРЭКОЛ-39041 — российский плавающий четырёхколесный вездеход на шинах сверхнизкого давления. Название «ТРЭКОЛ» происходит от слов «ТРанспорт ЭКОЛогический», так как благодаря шинам сверхнизкого давления вездеход может двигаться по моховому покрову тундры, не повреждая его. В настоящее время ТРЭКОЛ-39041 выпускается с кузовом УАЗ Хантер, ранее существовало три модификации, различавшихся исполнением кузова: «тентованный» (кузов УАЗ-31512), «цельнометаллический» (кузов УАЗ-31514) и удлинённый (кузов УАЗ-3153). Большинство узлов и агрегатов этого вездехода изготовлены с использованием изделий заводов УАЗ, ВАЗ и ГАЗ.
ТРЭКОЛ не имеет ограничений по движению по дорогам общего пользования, так как не превышает допустимой ширины (2 550 мм).

## Технические характеристики[8]
- Колёсная формула: 4x4
- Снаряженная масса, кг: 1750
- Грузоподъёмность на плотных грунтах, кг: 450
- Грузоподъемность на слабонесущих грунтах и на плаву, кг: 350
- Габаритная длина/ширина/высота, мм: 4380/2540/2470 (2490 с тентом)
- Колея, мм: 1900
- Дорожный просвет, мм: 490
- Двигатель: ЗМЗ-402, ЗМЗ-406, ЗМЗ-409, Hyundai, Андория.
- Рабочий объём двигателя, л: от 2,4
- Мощность двигателя, кВт (л. с.): 66,2 (90) до 91 (128)
- Максимальный крутящий момент, Нм (кгсм): 172,6 (17,6) до 220 (22)
- Топливо: бензин А-92, А-95, дизтопливо.
- Контрольный расход топлива при скорости 50 км/ч, л/100 км: 14
- Ёмкость топливного бака, л: 60
- Коробка передач: механическая, 4, 5-ступенчатая
- Раздаточная коробка: 2-ступенчатая, межосевой дифференциал с принудительной блокировкой
- Рулевое управление: гидроусилитель интегрального типа
- Количество мест: 5
- Количество отопителей в кузове: 1
- Шины: «ТРЭКОЛ», 1280х530-533 — низкого давления;

1300х600-533; 1350х700-533 — сверхнизкого давления, бескамерные.
- Диапазон рабочих давлений в шине, кПа (кг/см2): 10…50 (0,1…0,5)
- Минимальное давление шины на грунт, кПа: (кг/см2) 12 (0,2)
- Максимальная скорость на шоссе, км/ч: 70
- Максимальная скорость на воде (с установленным подвесным мотором), км/ч: 10

## Галерея

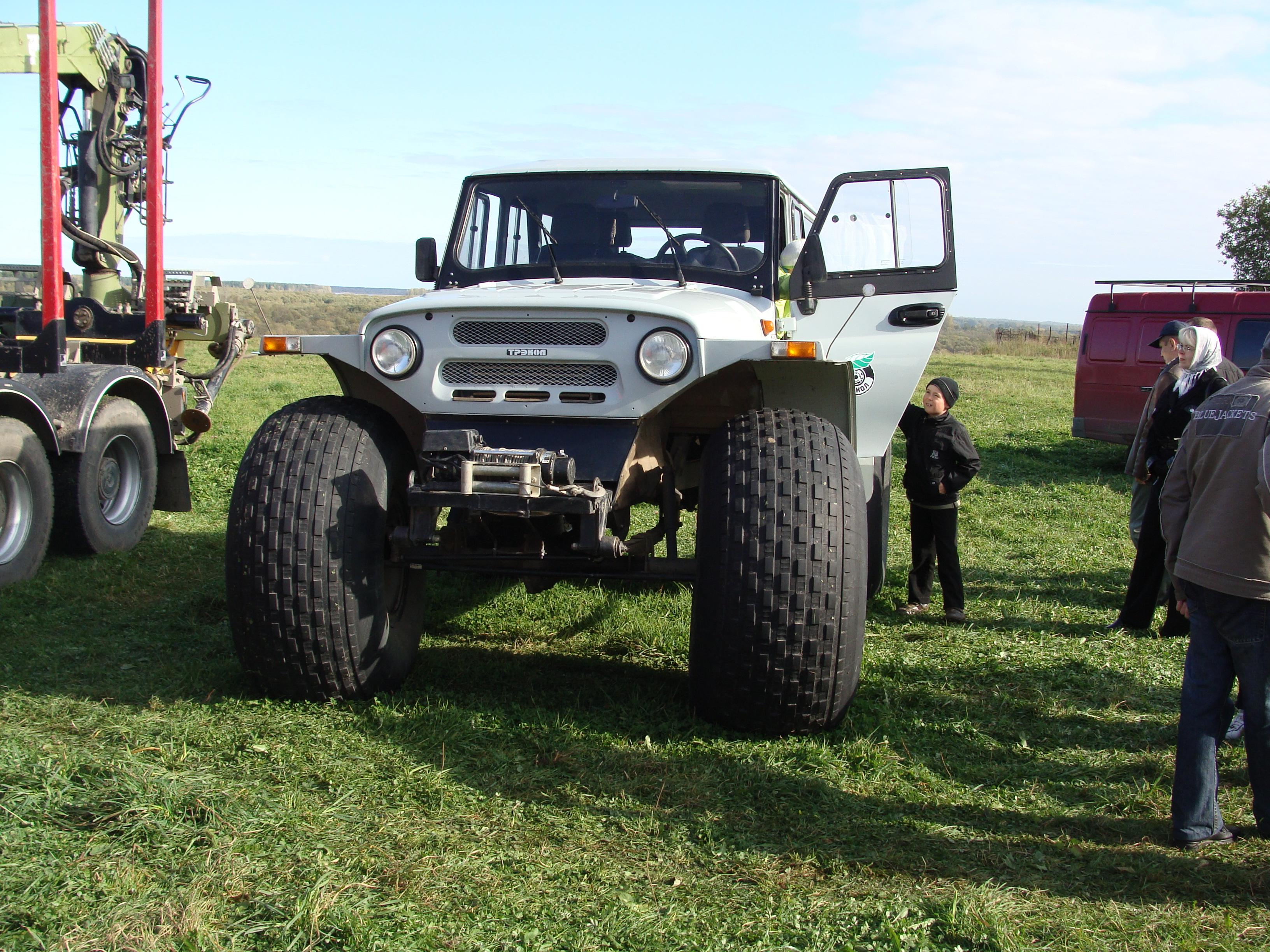
ТРЭКОЛ-39041 на шинах 1300х600-533
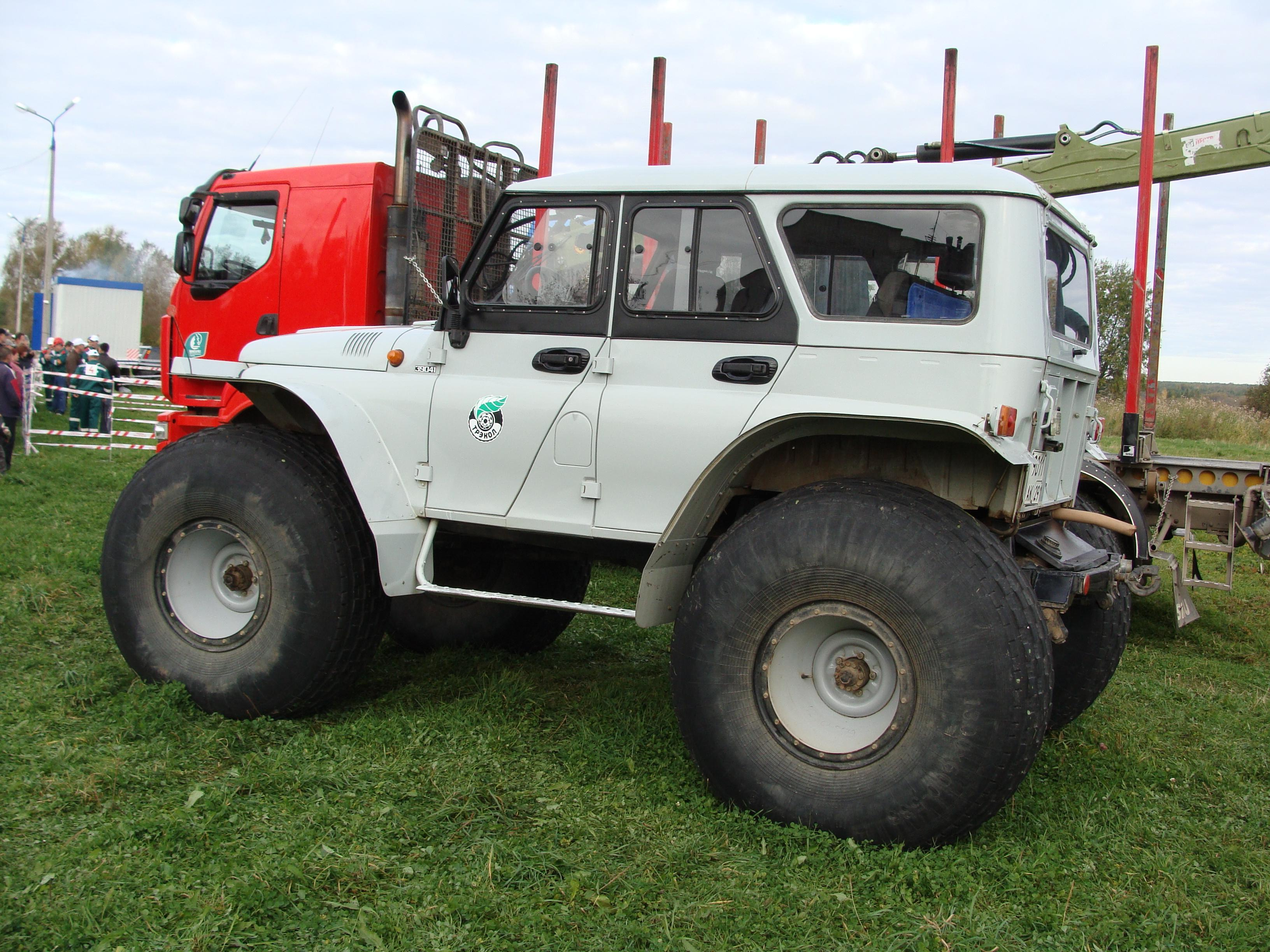